# George Creel
George Creel (n. 1 decembrie 1876 – d. 2 octombrie 1953) a fost un propagandist și jurnalist american.